# 耶律杨六 (工部尚书)
耶律杨六，辽朝后期契丹族大臣。
辽道宗时，耶律杨六为鹰坊使。契丹人非常看重头鹅宴，有“一鹅先得金百两”的说法。大康元年（1075年）二月，他随从辽道宗赴大鱼泺打猎，猎获得鹅，道宗加杨六为工部尚书。